# Explosion de l'usine AZF de Toulouse
Pour les articles homonymes, voir AZF.
L'explosion importante de l’usine AZF de Toulouse est un accident industriel survenu le 21 septembre 2001 à Toulouse. Dans l’usine de production d’engrais azotés située en zone urbanisée, un stock de 300 à 400 tonnes de nitrate d'ammonium explose à 10 h 17, entraînant la mort de 31 personnes, faisant 2 500 blessés et de lourds dégâts matériels.
Après seize ans d’enquête et de procès, la responsabilité pénale du directeur de l’usine au moment des faits, Serge Bichelin, et de la société Grande Paroisse, propriétaire de l’usine, est définitivement reconnue en 2017. Plusieurs théories alternatives ont été avancées pour écarter cette responsabilité, mais sont aujourd’hui réfutées ou reconnues comme complotistes.
L’accident compte parmi les plus graves explosions accidentelles impliquant du nitrate d’ammonium. Il occasionne des dommages considérables au bâti du sud-ouest de l’agglomération toulousaine, puis une rénovation et la création de nombreux équipements publics dont l’oncopole de Toulouse mis en service à partir de 2009. La garantie des catastrophes technologiques est par ailleurs créée par une loi de 2003 à la suite de cet accident.

## Histoire

### Contexte
L’usine chimique AZF (AZote Fertilisants), aujourd’hui rasée, appartenait jusqu’en 2005 à la société Grande Paroisse. Cette société, alors filiale d’Atofina, regroupait depuis la fusion de Total et d’Elf Aquitaine une partie des activités chimiques du groupe Total. Cette usine était située à cinq kilomètres du centre de Toulouse, au sud, entre le périphérique, l'autoroute menant vers Tarbes, et la Garonne.
Initialement construite à l’écart de la ville en 1921, elle a été progressivement englobée par l’agglomération. Elle employait un peu moins de cinq cents personnes sur un terrain de soixante-dix hectares. Elle produisait en grande partie des ammonitrates agricoles et en plus petite quantité des nitrates d’ammonium industriels mais aussi de la mélamine, des résines et des produits chlorés tels que l’ATCC et le DCCNa. La fabrication de l’ensemble des produits était issue de la production d’ammoniaque, la synthèse d’ammoniaque réalisée à partir du gaz naturel provenant de Lacq.

## Déroulement

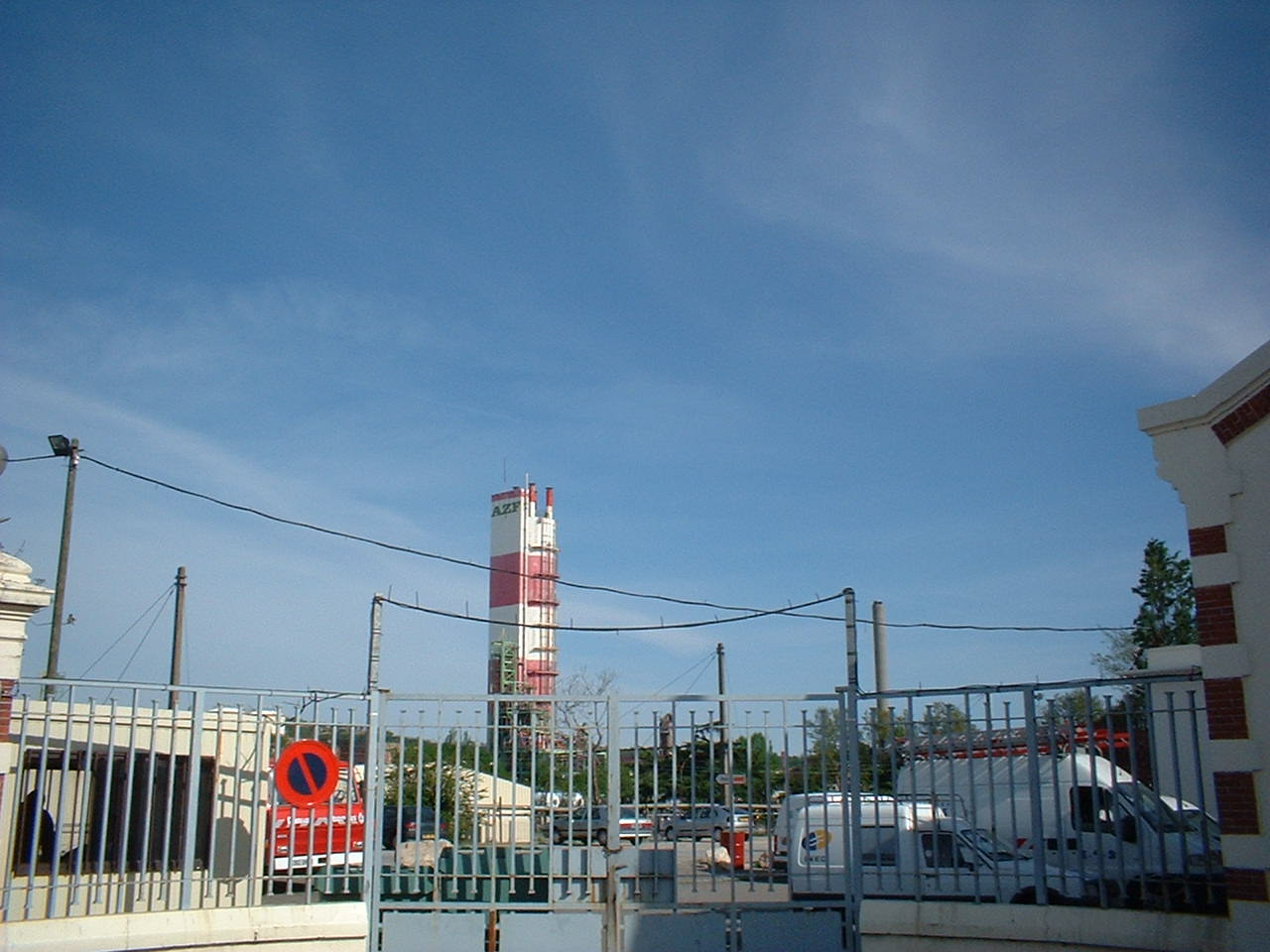
La tour AZF.

Le 21 septembre 2001 à 10 h 17, un stock d’environ 300 à 400 tonnes de nitrate d'ammonium, déclassé et destiné à la production d’engrais, explose dans le bâtiment 221, creusant un cratère de forme ovale de 70 m de long et 40 m de largeur, et de 5  à   6 m de profondeur. La détonation est entendue à plus de 80 km de Toulouse. Un séisme de magnitude 3,4 est enregistré.
Selon des témoignages[réf. nécessaire], l'explosion est précédée de phénomènes de diverses natures (électriques, lumineux, sonores, etc.), et accompagnée de deux bangs qui sont enregistrés par des témoins[réf. nécessaire]. L'intervalle entre les deux détonations varie selon les enregistrements (jusqu'à quelques secondes), et la première est légèrement moins forte. Certains évoquent l'hypothèse d'une explosion unique, et interprètent le premier bruit d'explosion comme l'audition de l'onde sismique, plus rapide que l'onde aérienne, voire d'un phénomène d'écho,. D'autres en déduisent l'existence d'une première explosion distincte, de plus faible intensité, une dizaine de secondes avant l'explosion catastrophique proprement dite,. 

## Bilan

### Bilan humain

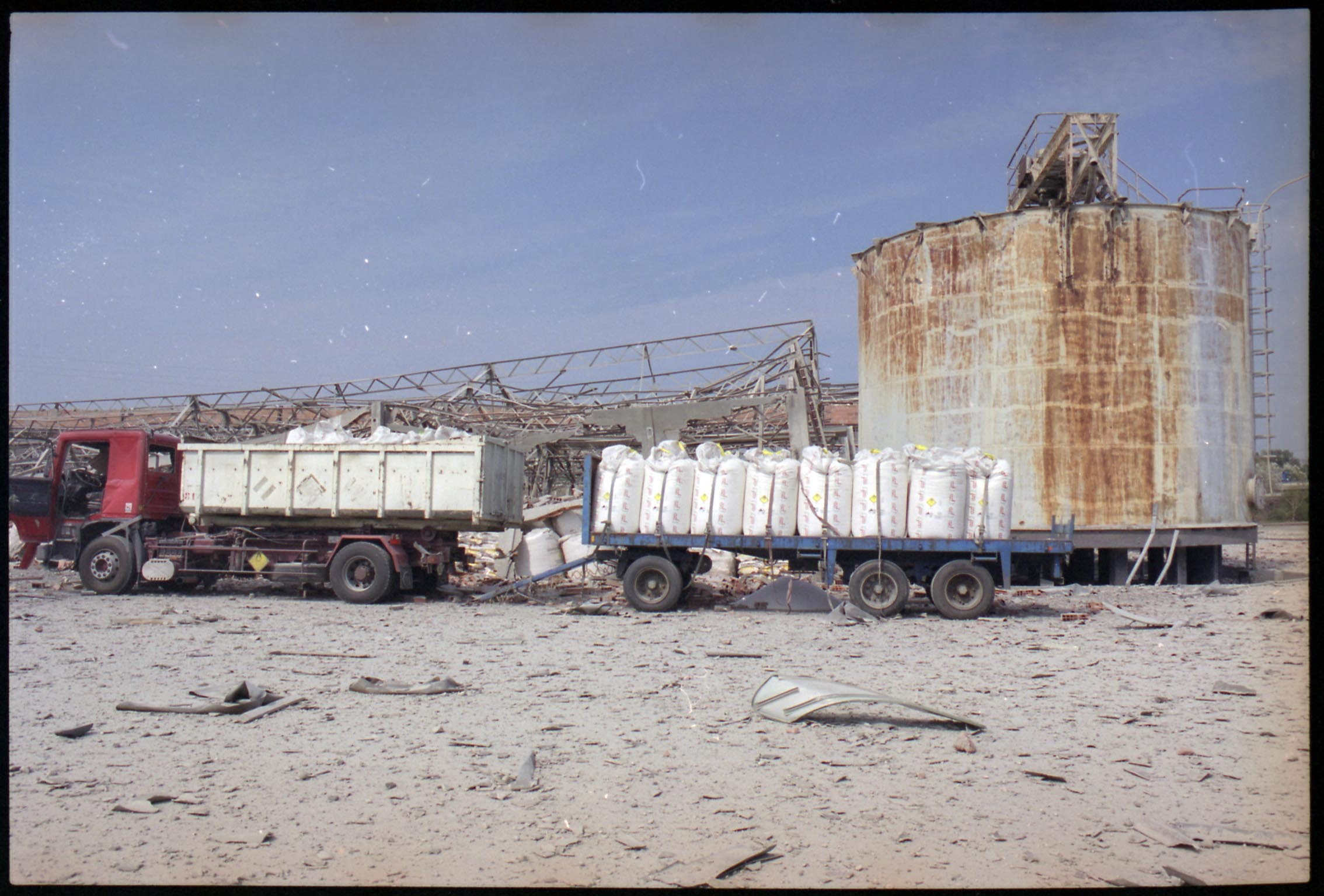
Premiers dégâts constatés sur le site le jour même.

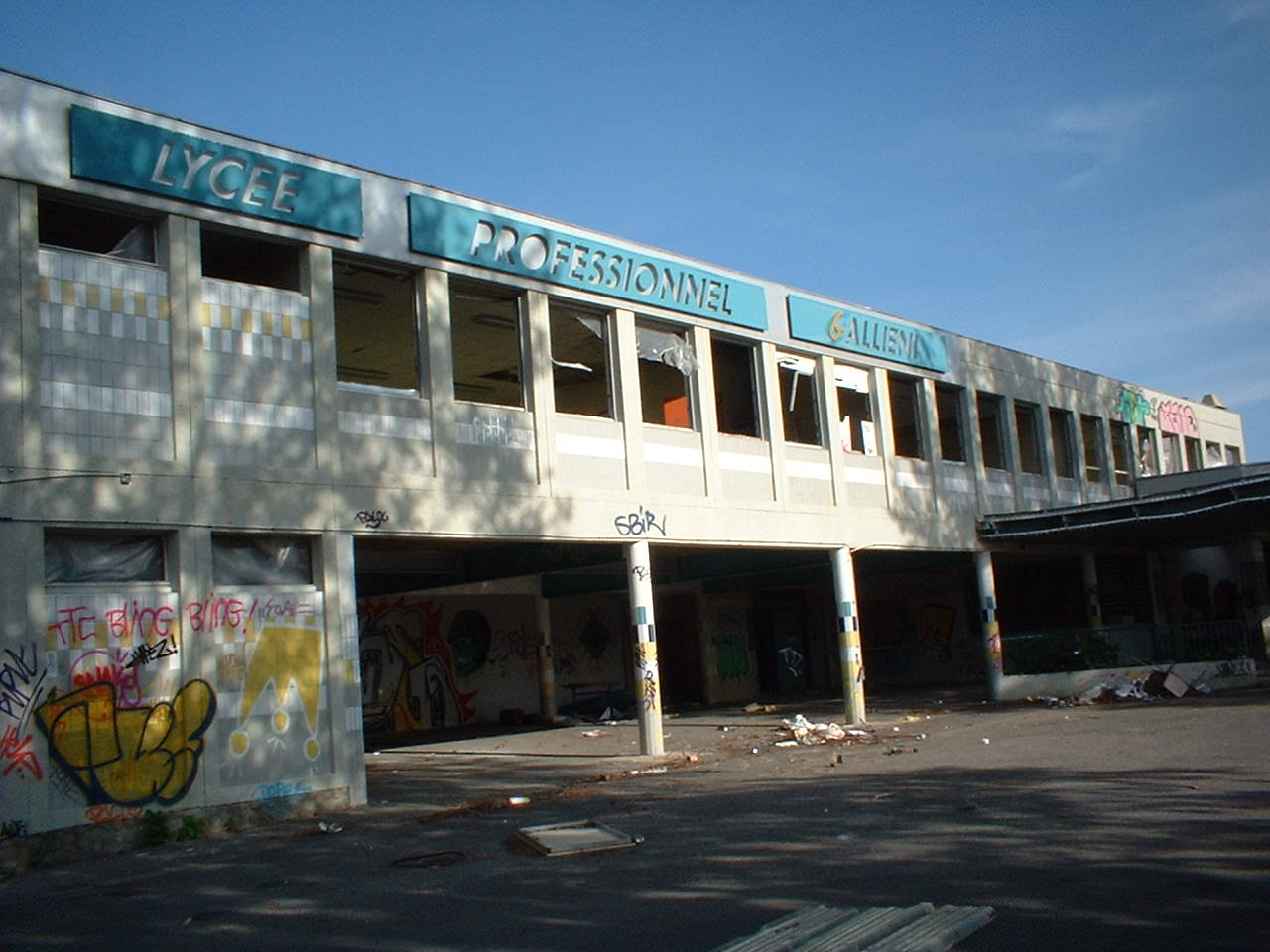
Le lycée Gallieni détruit.

Le bilan officiel fait état de trente et un morts, dont vingt et une personnes sur le site (parmi lesquelles 5 personnes travaillant pour des entreprises sous-traitantes et 5 autres exerçant des activités diverses comme livreur ou dépanneur d’ascenseur), une personne sur le site d'une usine voisine, et neuf personnes extérieures, tuées le jour de l'explosion ou décédées dans les jours suivants. Environ deux mille cinq cents personnes sont blessées dont une trentaine dans un état grave,,.
La majorité des victimes subit les effets directs du souffle de l’explosion, ou ses effets indirects, en étant touchés par des objets portés par ce souffle (des éclats de verre, notamment). Selon l’Institut de veille sanitaire, de nombreuses personnes souffrent de désordres psychiques (dépressions, angoisses, insomnies), mais aussi de problèmes auditifs. Dix-huit mois après l’explosion, quelque quatorze mille personnes sont toujours sous traitement pour dormir, calmer leurs angoisses ou soigner une dépression.
Le bilan aurait pu être plus lourd si des canalisations de phosgène situées à proximité n'avaient pas résisté à l'explosion.

### Bilan matériel

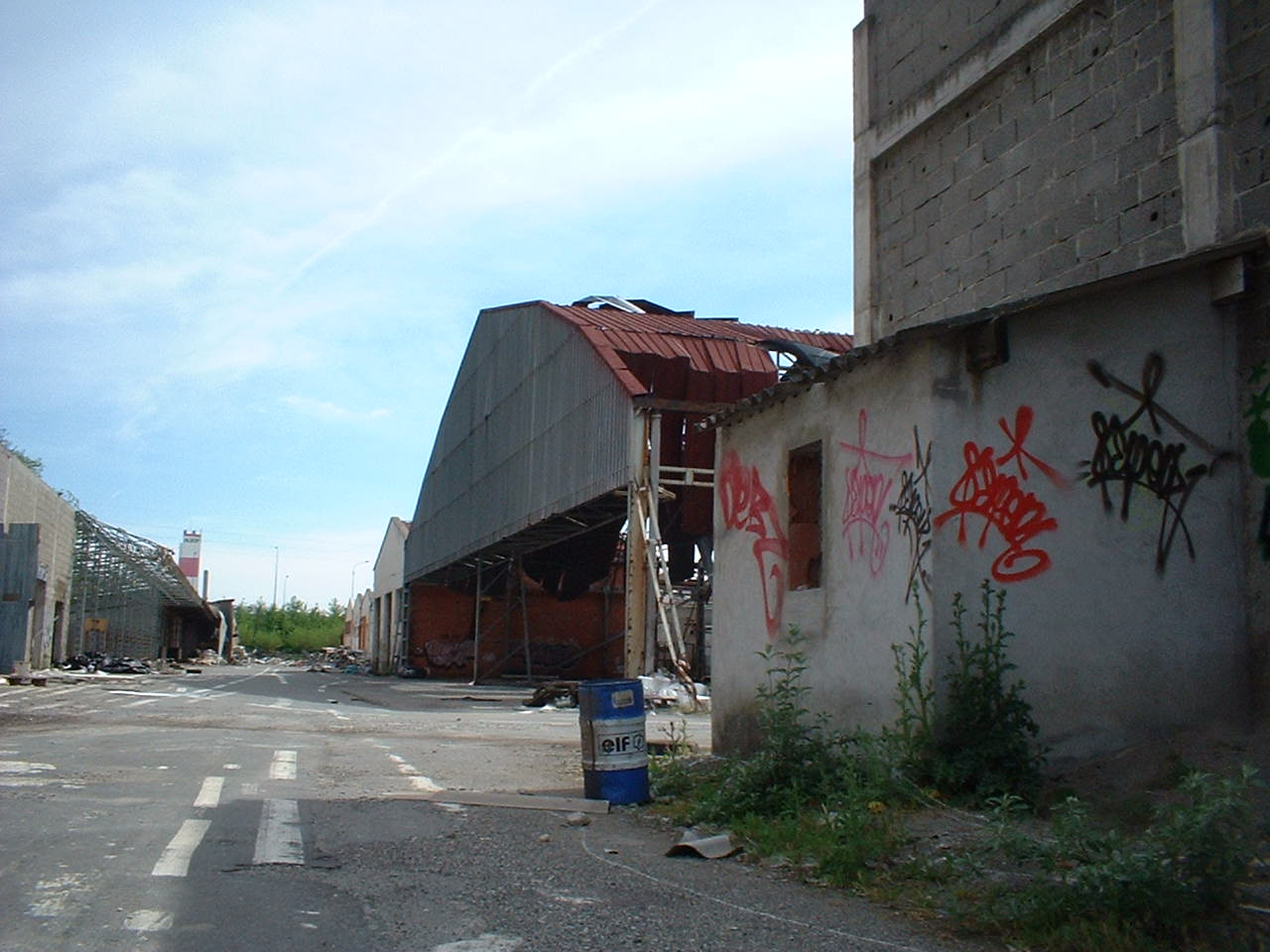
Hangars et la Tour AZF ; photo prise en 2003.

L’explosion cause des destructions importantes dans la partie sud-ouest de la ville. Le site de l'usine AZF elle-même est dévasté. La tour AZF résiste au souffle. Le poste de garde est encore debout mais il est détruit le lendemain pour des raisons de sécurité. À proximité, les zones commerciales de Darty et Brossette sont totalement détruites. Cent cinquante bus de la SEMVAT, la société de transport public toulousain de l’époque, sont également détruits dans l’entrepôt de Langlade situé en face de l’usine.
De très nombreux logements, plusieurs entreprises et quelques équipements (piscines, gymnases, salles de concert, lycée Déodat-de-Séverac) sont touchés. Les dégâts (murs lézardés, portes et fenêtres enfoncées, toitures et panneaux soufflés ou envolés, vitres brisées, etc.) sont visibles jusqu’au centre-ville. Parmi les équipements publics touchés, on peut citer le Grand palais des sports (il sera entièrement démoli et reconstruit à la suite de ces dommages), le Bikini (salle de spectacle), l’École nationale supérieure des ingénieurs en arts chimiques et technologiques, le lycée Gallieni et le centre hospitalier Gérard-Marchant.
On estime les dégâts matériels globalement à deux milliards d’euros, dont 33 millions d’euros pour des bâtiments publics.
Une des conséquences de la destruction du Grand palais des sports est l'arrêt du tournoi de tennis de Toulouse qui se joue là depuis 1982 ; depuis, il est organisé à Metz (tournoi de tennis de Moselle) et s'y joue encore aujourd'hui.

## Conséquences

### Conséquences législatives
L'ampleur du bilan humain et matériel et l'émotion soulevée par l'explosion ont entraîné la création d'une loi, dite loi Bachelot, du 30 juillet 2003 (no 2003-699) qui a constitué la garantie des catastrophes technologiques : un accident dans une installation dangereuse et plus de cinq cents logements rendus inhabitables instaurent la publication au Journal officiel d'un arrêté constatant l'état de « catastrophe technologique » et donnent droit à une indemnisation collective sans que chaque victime ait à faire les démarches individuellement.

### Conséquences matérielles

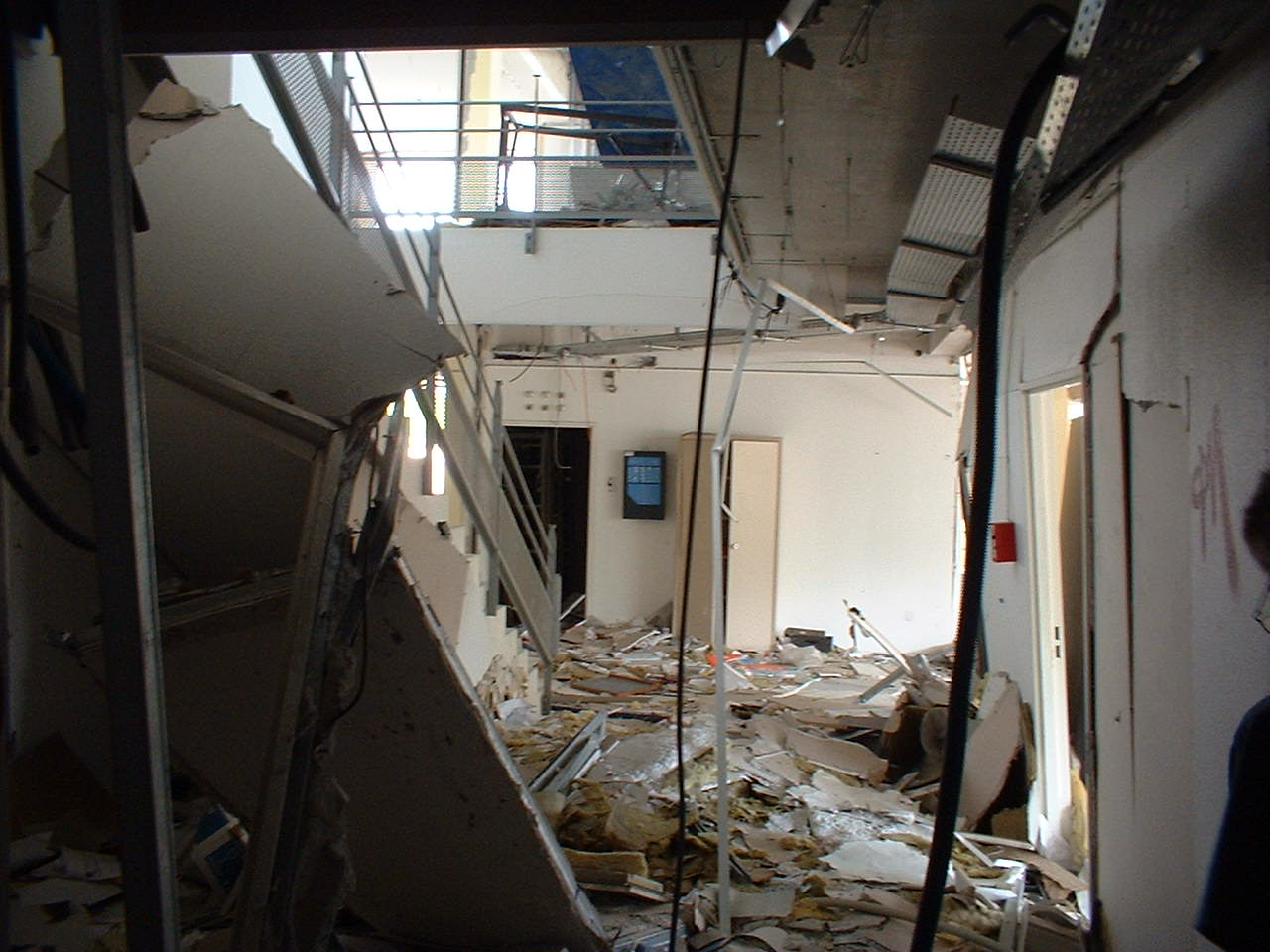
Locaux détruits à la suite de la catastrophe.

Contrairement au souhait des salariés de l’usine, qui demandent le redémarrage des installations épargnées après renforcement des mesures de sécurité, le site de l’usine et ses alentours, dévastés, sont rasés, puis dépollués. Plusieurs projets sont présentés, dont une zone verte et un centre international de recherche sur le cancer, l'Oncopole de Toulouse, proposé par le maire Philippe Douste-Blazy juste avant sa nomination comme ministre de la Santé. En dépit des actions de recours effectuées par certaines associations déclarant représenter les riverains, le projet a été accepté. L’oncopole a été inauguré en 2014.
La tour la plus haute de l’usine, qui a survécu à l’explosion, est finalement démolie (bien qu’elle fût un point de repère apprécié des pilotes d’avions en approche vers l’aéroport de Toulouse-Blagnac).

### Conséquences locales
Autre réminiscence du traumatisme subi par la population, la combinaison de lettres AZF n’est pas utilisée, à la demande du député de la zone concernée, sur les plaques d’immatriculation des véhicules du département : on est passé directement de la combinaison 999 AZE 31 à la combinaison 11 AZG 31.

### Conséquences nationales
La catastrophe de l'usine, au même titre que les tempêtes Lothar et Martin de fin décembre 1999, a entraîné l'instauration du Plan particulier de mise en sûreté dans les écoles, collèges et lycées français à partir de 2002. Ce PPMS vise à préparer les équipes enseignantes, les personnels et les élèves des établissements scolaires de France afin qu'ils puissent faire face à des situations de crise, telles qu'un événement climatique (feu de forêt, tempête, inondation...), un accident industriel ou nucléaire, une rupture d'un barrage, un attentat ou une intrusion.

## Enquêtes judiciaire et scientifique
Trois jours après la catastrophe, le procureur de la République, Michel Bréard, déclare que la piste de l’accident est privilégiée « à plus de 90 % ». Le 28 septembre 2001, il ouvre une information judiciaire contre X pour homicides, blessures et destruction de biens involontaire. Le juge d’instruction Thierry Perriquet reprend en novembre 2003 l’instruction commencée par deux autres magistrats.
L'hypothèse de l’accident est privilégiée par les autorités. La catastrophe aurait été provoquée par une erreur de manipulation. Un employé d’une entreprise sous-traitante d’AZF aurait déversé, un quart d’heure avant l’explosion, 500 kg de produit chloré pour piscines (DCCNa ou dichloroisocyanurate de sodium), produit dans une autre partie de l’usine, sur un tas d’ammonitrate stocké en vrac. Une bataille d'experts s'engage. Il est difficile en effet de confondre les deux produits, du fait de la très puissante odeur de chlore dégagée par le DCCNa, ainsi qu'une reconstitution réalisée sur place en octobre 2002 l'a montré. Il y aurait pu n'y avoir que « un ou plusieurs kilos » de DCCNa négligemment balayés par l’employé incriminé (lequel bénéficiera d’un non-lieu peu de temps après). Mais des analyses d’échantillons de sol prélevés par le SRPJ de Toulouse en novembre 2001 dans le hangar montrent qu’il n’y a pas de DCCNa à la surface de ce local. Enfin, si les tests sur le mélange des produits incriminés confirment leur extrême réactivité, celle-ci se manifeste sous des conditions qui sont très éloignées de celles qui prévalent dans le hangar 221 un quart d’heure avant l’explosion : milieu confiné, mélange intime des produits broyés en poudre, forte humidité. 
Les conditions de stockage au sein du hangar 221, qui a explosé, ne respectaient pas toutes les préconisations en vigueur dans l’industrie chimique, ce qui fera dire à un ancien salarié que « ...si l’usine n’était pas une poubelle, le hangar 221 en était une. ». Mais ces éventuels manquements à la réglementation ne suffisent pas à expliquer l’origine de la catastrophe.
En novembre 2004, le juge d’instruction Perriquet signe un non-lieu en faveur des neuf personnes (cadres et employés de l’usine AZF) qui sont mises en examen pour non-observation des règles de sécurité et autres manquements. Les thèmes de l’usine « mal tenue » ou « d’erreur », initialement utilisés par le procureur, ne sont plus retenus dans les derniers actes du juge d’instruction.
La réaction chimique à l’origine de l’explosion continue de faire l’objet d’une bataille d’experts et l’instruction ne permet pas de trancher ce point. En décembre 2005, le chef d’atelier qui a été impliqué dans le scénario jusque-là pris en compte, est définitivement mis hors de cause.
Le 31 mai 2006, la société Grande Paroisse est mise en examen en tant que personne morale. Le 13 juillet 2006, un non-lieu est prononcé en faveur du manutentionnaire qui était soupçonné d’avoir réalisé un mélange malencontreux d’un produit chloré avec le nitrate d’ammonium. Il ne reste donc que la société Grande Paroisse et le directeur de l’usine Serge Biechlin à être mis en examen pour « homicide et blessures involontaires » dans cette affaire. Le 20 septembre 2006, peu après la remise d’un rapport final par les experts, concluant qu’un mélange accidentel de matière est à l’origine de l’explosion, le Juge Perriquet clôt l’enquête.
Le 3 mai 2007, la chambre de l’instruction de la cour d’appel de Toulouse rejette toutes les nouvelles demandes d’investigations. Elle met un point final aux expertises du Civil, même si les experts n’ont pas terminé leurs travaux.
Enfin, le 9 juillet 2007, peu avant sa nomination à la cour d’appel de Monaco, le magistrat instructeur Thierry Perriquet ordonnait le renvoi, devant le tribunal correctionnel, de la société Grande Paroisse et du directeur de l’usine Serge Biechlin, pour « homicides et blessures involontaires », car les infractions de « mise en danger de la vie d’autrui » et d’« entraves à l’enquête » n’ont pas été retenues. Plusieurs fois reporté, le procès s’ouvre le 23 février 2009 et doit durer quatre mois. Les audiences se tiennent salle Jean-Mermoz, une salle municipale spécialement aménagée pour accueillir la soixantaine d’avocats, plus de deux cents journalistes et des milliers de parties civiles. Le procès correctionnel, le plus grand jamais tenu en France, sera filmé pour l’Histoire.
L’analyse des ondes produites par la catastrophe a donné lieu à la publication de deux articles scientifiques (voir bibliographie). Dans le premier article, une équipe de sismologues toulousains présente les sismogrammes enregistrés par les stations pyrénéennes du réseau ReNass ainsi que le sismogramme fourni par un sismomètre au rebut posé dans un bureau au rez-de-chaussée de l’Observatoire Midi-Pyrénées (A. Souriau et al., C.R.A.S., 2002). Sur ce dernier enregistrement, on distingue les diverses composantes de l’onde sismique engendrée par l’explosion (onde P directe et convertie, onde de Rayleigh) ainsi que l’onde de choc (aérienne) venant d’AZF. Les auteurs reprennent l’hypothèse d’un double bang produit par une explosion unique. Cette hypothèse sera réfutée par un physicien dans le second article (A. Joets, C.R.A.S., 2009). Le même auteur réfutera aussi dans un ouvrage les arguments présentés par les experts pour accréditer la thèse de l'explosion unique.
En janvier 2017, la cour d'appel de Paris étudie une troisième fois le cas AZF, car la question sur les causes de l'explosion n'a toujours pas été tranchée. Les deux hypothèses restantes sont celles de l'attentat ou de l'incident technique. Si des incertitudes persistent, l'hypothèse la plus probable reste celle de l'accident industriel.

## Enquête interne
Total, par l’intermédiaire de sa filiale Grande Paroisse, a diligenté une enquête interne pour déterminer l’origine de l’accident. Cette dernière, les contre-expertises et les témoignages contradictoires ont suscité des critiques de la part de parties civiles qui ont porté plainte pour « entrave à l’enquête ». Cette plainte a été déclarée recevable mais a fait l’objet d’un non-lieu le 9 juillet 2007, le juge Perriquet ayant estimé que la volonté d’entraver l’enquête n’était pas établie.
En 2007, deux membres de l’ancien CHSCT de l’usine Grande Paroisse, prenaient l’initiative personnelle et sans consulter les autres membres, de diffuser une note donnant globalement raison aux conclusions du collège d’experts désignés au pénal. Bien qu’il admette l’explosion du filtre JF 302 N situé en haut de la tour de prilling des nitrates, il considère que « l’hypothèse qui ne peut pas être écartée est celle de l’accident interne » pour conclure notamment que « le stockage en vrac de nitrate industriel doit être supprimé ».

## Doutes sur l’enquête
Le déroulement et les résultats de l’enquête officielle sont critiqués par la plupart des auteurs des références citées plus bas. D’autant que trois jours après la catastrophe, le 24 septembre 2001, Michel Bréard, le procureur de la République de Toulouse, avait annoncé être sûr que les causes de la catastrophe étaient accidentelles à plus de 90 % tout en excluant l’hypothèse d’un attentat. Dès l’après-midi du drame, le Président de la République et le Premier ministre, Jacques Chirac et Lionel Jospin, avaient également privilégié la thèse de l’accident, certes en termes plus mesurés, mais sans disposer eux non plus d’indices ou d’éléments probants.
Des experts et le maire de Toulouse, Philippe Douste-Blazy, s’étaient émus d’une enquête dont les conclusions sont données avant même qu’elle ne commence. Certains médias, comme Le Figaro et Valeurs actuelles, qui avançaient d’autres pistes que l’accident, ont été poursuivis en justice et poussés à ne pas exprimer certaines opinions. La thèse officielle de l’accident est critiquée car elle n'avancerait pas de mécanisme scientifique plausible,,. Elle ne prendrait en compte ni les témoignages d’une détonation antérieure, ni ceux d’évènements électriques précurseurs de l’explosion.
Ainsi, des enquêtes privées explorent des pistes plus ou moins originales. Les principales sont :
- le terrorisme ou la malveillance ;
- l’explosion de nappes de gaz (méthanol, hydrazine, etc.) ;
- un accident dans le réseau EDF (mise à terre d’un transformateur ou d’une ligne HT).

## Hypothèses sur les causes de l'explosion

### Attentat
Dans leurs livres et articles de presse, Anne-Marie Casteret et Marc Mennessier d’une part, Franck Hériot et Jean-Christian Tirat d’autre part, ont examiné les pistes d’un possible attentat :
La thèse d’un attentat a été rapidement évoquée, la catastrophe s’étant produite dix jours seulement après les attentats du 11 septembre 2001. En dépit d’indices troublants, cette piste n’a été suivie que quelques jours, les recherches menées par une équipe de la police judiciaire de Toulouse et par les Renseignements généraux (RG) ayant été interrompues sur ordre de leur hiérarchie dix jours après les faits. D’après Alain Cohen, ancien fonctionnaire de la police judiciaire, l'ancien chef de la police judiciaire Marcel Dumas aurait déclaré le soir du 21 septembre 2001 au retour d'une réunion avec la préfecture et le parquet : « Si Paris veut que ce soit un accident, ce sera un accident. »
Le principal suspect est un ouvrier intérimaire retrouvé mort près du cratère de l’explosion dans une tenue qui évoque certains kamikazes islamistes,. Ses communications téléphoniques n'ont pas été étudiées en détail. Les policiers n’ont pas obtenu l’autorisation d’auditionner le médecin légiste, Anne-Marie Duguet qui, lors de l'autopsie effectuée à la morgue de l'hôpital Purpan, avait attiré leur attention sur la tenue extravagante de cet homme (cinq slips et caleçons superposés) et sur l’étrange propreté de son corps. « Cet homme s’était préparé à avoir une relation avec Dieu » avait-elle confié à un enquêteur de la police judiciaire.
À quoi s'ajoutent les découvertes d'Anne-Marie Casteret, journaliste d'investigation pour L'Express, dont ce fait rare, que « deux expertises médicales [judiciaires] ont disparu du dossier d'instruction ».
Dans leur ordonnance de renvoi du 9 juillet 2007, les juges d’instruction ont repris l’explication donnée par les proches du défunt, à savoir qu’il s’habillait ainsi pour masquer sa maigreur dont il faisait un complexe. Or, le rapport d’autopsie a établi qu’au moment de son décès, le suspect avait une corpulence normale. Par ailleurs, dans leur « note blanche », controversée, du 3 octobre 2001, les RG ont précisé qu’il avait été recruté quelques mois auparavant par un groupe islamiste toulousain.
Des revendications, au nom du « Djihad islamique » (« Jihad islamique » est le nom de nombreux groupes terroristes, mais aucun d’entre eux n’est connu pour opérer en France à ce moment-là) et de « Alpha Bravo » (groupe inconnu), ont été envoyées à la gendarmerie, à la police ainsi qu’à la presse et à la télévision locale. Ces revendications sont considérées comme trop peu sérieuses pour que les autorités judiciaires modifient leur attitude, qui est de considérer l’absence de revendication crédible comme un argument majeur pour écarter la thèse de l’attentat.

### Première explosion souterraine et extérieure à l'usine AZF
Le mathématicien Jean-Marie Arnaudiès recueille plusieurs dizaines de témoignages qui sont consignés sur des attestations judiciaires et qui font état de deux explosions. La plupart de ces témoins n’ont alors pas été entendus par la police.
À partir de ces témoignages et de sa réflexion scientifique, Jean-Marie Arnaudiès parvient à la conclusion que l’on ne peut pas interpréter la seconde explosion entendue comme un simple écho de la première. Par ailleurs, il pense que « si l’épicentre de la seconde explosion, celle qui a ravagé Toulouse, se trouve bien dans le hangar 221 d’AZF, il paraît mathématiquement impossible que l’épicentre de la première soit situé au même endroit. […] L’ensemble des points susceptibles d’avoir été l’épicentre de cette première explosion forme une branche d’hyperbole qui ne s’approche jamais à moins de cinq cents mètres de l’usine AZF […] mais qui traverse de part en part, à environ huit cents mètres à l’est, la SNPE : une société d’État aux activités civiles et militaires stratégiques couvertes par le « secret-défense », et qui fabriquait notamment les carburants de la fusée Ariane V et du futur missile balistique M51. Corollaire : l’explosion no 1, perçue à des kilomètres à la ronde comme très brève et très sèche (plusieurs témoins parlent d’un « pneu géant qui éclate » et ont ressenti une secousse, sans dégâts matériels apparents) a été très probablement souterraine ». S’appuyant sur de nombreux témoignages recoupés avec des datations électriques d’EDF, Jean-Marie Arnaudiès établit la chronologie suivante :
- 10 h 17 min 47 s : au moins un éclair rectiligne ;
- 10 h 17 min 56,5 s : éclairs, explosion no 1, formation nuageuse, etc. ;
- 10 h 18 min 1 s : formation d’une immense colonne gazeuse bleue ;
- 10 h 18 min 5 s : explosion du hangar 221 d’AZF.

Pour le magazine Valeurs actuelles, qui a publié plusieurs articles sur cette enquête, quatre enregistrements réalisés le 21 septembre montrent qu’il y a eu en réalité deux explosions, et qu’elles n’ont pas pu se produire au même endroit, parce que le délai entre les deux sons (qui dépend de la distance aux points d’explosion) varie suivant l’enregistrement. Pour l’hebdomadaire, si la seconde explosion est identifiée à celle d’AZF, une première explosion s’est produite sur le site de la SNPE.
Une étude de l’Académie des sciences rapportée par Le Figaro affirme que deux explosions distinctes se sont produites. Dans cette étude publiée dans les Comptes rendus hebdomadaires des séances de l'Académie des sciences, le physicien Alain Joets, membre du CNRS-université Paris Sud, explique que les deux explosions sont deux événements indépendants l’un de l’autre.

### Explosion à la SNPE
En juillet 2006, une nouvelle piste est proposée par l’hebdomadaire Valeurs actuelles. Ensuite soutenue par un ancien ingénieur d’EDF, cette hypothèse analyse la viabilité d’une explosion de nappes de vapeurs dérivées de l’hydrazine.
De telles substances, comme la MMH (monométhylhydrazine), l’UDMH (diméthylhydrazine asymétrique) ou la FDMH (formaldéhyde diméthylhydrazone) sont fabriquées à la SNPE jouxtant l’usine AZF. Elles sont en particulier indispensables à la production de carburants pour fusées et missiles, des propergols. En ce qui concerne l’UDMH, le site de fabrication de ce produit était en arrêt pour maintenance le jour de l’explosion mais environ dix-sept tonnes d’UDMH étaient stockées sur place.
Ces produits ont une forte odeur d’ammoniac et de poisson pourri, une odeur caractéristique, inhabituelle et particulièrement forte qui a incommodé de nombreux témoins situés sous le vent de la SNPE le matin de la catastrophe. Mêlées à l’air, ces vapeurs forment un mélange asphyxiant, et explosif quand il est saturé d’oxygène ou mis au contact de métaux oxydés. Aucun obstacle n’aurait pu entraver la progression des vapeurs, poussées en ligne droite par le vent d’autan qui soufflait ce jour-là à 30 km/h environ de la SNPE vers AZF. Sur son chemin, se trouvait la tour verte de prilling des nitrates et le hangar 221 de l’usine AZF. Au niveau de la tour de prilling, le mélange gazeux aurait pu être aspiré et remonter dans la tour : normalement cette circulation d’air sert à refroidir le nitrate fondu pour en faire des granulés. De là l’air chaud est évacué à l’extérieur via deux grands ventilateurs. Le mélange air chaud - UDMH évacué ce 21 septembre 2001, en s’enflammant, a très bien pu prendre l’aspect d’un éclair frappant la tour, tandis que l’explosion de ce mélange à l’intérieur aurait suffi pour faire décoller la partie supérieure du bâtiment.
L’UDMH aurait aussi pu se répandre jusqu’au hangar 221 contenant un grand tas de nitrate d’ammonium, et dont le sas était à ce moment ouvert face au vent.
L’explication proposée pour la mise à feu des nappes de mélange air-UDMH serait :
- soit l’hypothèse d’un contact entre les nitrates, l’UDMH ou un autre dérivé de l’hydrazine et du chrome hexavalent Cr(VI) utilisé pour des tests de routine. L’anhydride chromique est un puissant oxydant susceptible d’entraîner des réactions violentes au contact d’un grand nombre de produits, dont les nitrates ou l’hydrazine. Selon Anne-Marie Casteret (L'Express du 16 janvier 2003) et Marc Menessier (Le Figaro du même jour), 21 kg de Cr(VI) en paillettes avaient disparu du laboratoire de l’usine début août 2001, tandis que Valeurs actuelles révélait le 28 juillet 2006 que des traces de chrome avaient été relevées par les expertises du laboratoire de la police scientifique, sur les chaussures (3,8 mg) et les vêtements de deux victimes de la catastrophe qui se trouvaient au plus près du hangar 221. Le laboratoire ne précisait cependant pas la nature du chrome analysé mais soulignait qu’il pouvait se trouver à l’état naturel dans les sols ;
- soit un incident électrique à la SNPE ;
- soit la conjonction des deux faits.

L’hypothèse de l’explosion de nappe de gaz (UVCE : Unconfined Vapour Cloud Explosion) avait été abordée par les enquêtes pénales et civiles, mais seul le méthane, gaz inodore et plus léger que l’air, avait été étudié par les experts. De plus, d’autres produits comme le méthanol (alcool à brûler), présents en grande quantité sur les sites AZF et SNPE sont à l’instar de l’UDMH, d’excellents candidats pour provoquer des UVCE.

### Explosion par le DCCNa
Le documentaire Hors de contrôle révèle que du nitrate d'ammonium se trouvait dans le hangar 335 pour être transporté; or c'est un hangar qui servait au recyclage de produit chimique. Il n'est pas rare que pendant le recyclage des produits chimiques, soit à même le sol[pas clair], donc quand le nitrate était déplacé, des résidus de DCCNa le furent aussi. Il faut savoir que l'usine AZF à Toulouse produisait plusieurs produits chimiques à risque dont le nitrate d'ammonium et le DCCNa qui sont incompatibles car si les deux sont mélangés, on obtient un produit explosif grâce à la présence d'eau. Il se trouve que ce jour-là, il y avait du vent d'autan qui peut être un vent très humide.
Lorsque le nitrate d'ammonium a été transporté et déposé au hangar 221, où est présente une grande partie de la production de nitrate, avec des résidus de DCCNa puis la présence du vent, tous les facteurs étaient en place pour l'explosion.

### Perturbations électriques et électromagnétiques
Ces deux explosions ont coïncidé avec des perturbations électriques, qui ont été enregistrées par EDF.
L’hypothèse de l’impulsion électromagnétique a été initiée à la suite de témoignages sur des « faisceaux lumineux géants » aperçus quelques secondes avant l’explosion du hangar 221 ainsi que sur des phénomènes locaux comme des coups de foudre, des tétanisations pendant plusieurs secondes et autres perturbations électromagnétiques inhabituelles.
En juin 2002, les sociétés Géoid et Fugro sont chargées par la Justice de réaliser une cartographie du site au moyen d’un magnétomètre, sans que ni les objectifs scientifiques, ni la pertinence de cette mesure sur un site parsemé de pièces métalliques diverses, ne soient précisés par la Justice.
Jean-Paul Serbera, dans son premier ouvrage AZF Toulouse : un mensonge d’État, affirme que l’explosion a produit de nombreuses IEM. Mais dans son second ouvrage Attentat à la SNPE ? : la face cachée de l’affaire AZF il avance qu’une bombe IEM utilisée sur Toulouse aurait pu provoquer la catastrophe. En 2006, dans son livre AZF-Toulouse : Quelle vérité ?, Daniel Dissy prétend qu’il existe, des bombes IEM américaines et franco-allemandes et propose qu’une telle bombe aurait été utilisée ou testée à Toulouse en aérien ou en souterrain. 
Pour l’hebdomadaire Valeurs actuelles, la première explosion aurait été la cause ou la conséquence des premières perturbations électriques relevées par EDF. Ce serait le courant de retour créé par ce premier défaut électrique qui aurait (peut-être à la suite de la formation d’un arc électrique) ensuite provoqué la seconde explosion, celle d’AZF, huit secondes plus tard.

### Chute d'une météorite
L'hypothèse de la chute d'une météorite a été étudiée par le tribunal dans l'après-midi du 21 avril 2009. Les mesures de magnétométrie par hélicoptère n'ont pas permis de retrouver d'éventuels fragments.

## Procès

### Procès de 2009
Le nombre de plaignants et de témoins contraint la justice à mettre en place un dispositif exceptionnel pour la tenue du procès (le dossier est constitué de 109 tomes totalisant 53 820 pages). Celui-ci s’est déroulé du 23 février 2009 au 30 juin 2009 et a été filmé et enregistré pour l’histoire à la demande de certaines associations de victimes. C’est la première fois en France qu’un procès en correctionnel est enregistré ; les images seront publiques 50 ans à partir de la date de fin du procès, c'est-à-dire le 30 juin 2059.
Entre autres, Laurent Fabius sera cité comme témoin par la partie civile Monique Mauzac, femme de la victime André Mauzac, lors du procès AZF de première instance en février 2009. En effet, Laurent Fabius devait arriver le 21 septembre 2001 par un avion ministériel à l'aéroport de Toulouse-Blagnac quelques minutes avant l'explosion de l'usine AZF de Toulouse. Il ne parviendra pas à rejoindre le palais des congrès Diagora de Labège où Martin Malvy et Jean-Louis Guigou l'attendaient dans le hall principal et vécurent l'effet de l'explosion (cf. rapport de la Commission d'enquête parlementaire). M. Fabius renoncera finalement à venir témoigner. Malgré les nombreux documents aériens sollicités par la justice (pièces D5258 à D5263, D5577 à D5600 et D6555 du dossier judiciaires AZF Toulouse) pour l'identification des aéronefs aperçus par les témoins juste avant et juste après la catastrophe, aucune trace de l'avion atterrissant de M. Fabius, ou de l'hélicoptère l'emmenant de Blagnac à Labège, n'existe puisqu'il a finalement atterri sur la base aérienne 101 Toulouse-Francazal à la demande expresse du contrôle aérien de Blagnac.
Le 19 novembre 2009, le tribunal correctionnel de Toulouse a rendu un jugement de relaxe générale à l’encontre de tous les prévenus.

### Procès en appel de 2012 et cassation de 2015
Le Parquet ayant interjeté appel du jugement de 2009, le 24 septembre 2012, la cour d'appel de Toulouse condamne la société Grande Paroisse et le directeur du complexe chimique, Serge Biechlin, pour homicide involontaire : 225 000 euros d’amende pour la société mère, trois ans d’emprisonnement, dont deux avec sursis, et 45 000 euros d’amende pour Biechlin. Total et son ex-PDG, pour leur part, sont relaxés, et la thèse de l’accident chimique retenue.
Les condamnés se pourvoient en cassation et, le 13 janvier 2015, la Cour de cassation annule la décision d'appel de 2012, retenant notamment la mise en cause par la défense de l’impartialité de l’une des magistrates de la cour d’appel de Toulouse qui était vice-présidente de l’INAVEM (Institut national d'aide aux victimes et de médiation), proche de la Fenvac (Fédération nationale d’aide aux victimes d’attentats et d’accidents collectifs), une autre association partie civile au moment du procès. La Cour de cassation annule la décision de la cour d’appel de Toulouse de 2012 et renvoie l’affaire devant la cour d’appel de Paris.

### Procès de renvoi de 2017
À l’issue d’un nouveau procès ayant nécessité quatre mois d’audience, le 31 octobre 2017, la cour d’appel de Paris condamne Serge Biechlin, ancien directeur du site, à quinze mois de prison avec sursis pour homicide involontaire et la société Grande Paroisse à une amende de 225 000 euros. Dans sa décision, la cour considère que Serge Biechlin et la société Grande Paroisse étaient coupables de « négligences » et « fautes caractérisées » ayant rendu la catastrophe possible. L'ex-directeur du site et l'entreprise condamnés se pourvoient alors en cassation ; ultimes recours rejetés le 17 décembre 2019.

## Bilan sur les effets de l’explosion sur l'audition des personnes touchées
Cinq ans après l’explosion, une étude de la Caisse primaire d'assurance maladie (CPAM) et de l'Institut de veille sanitaire (InVS) effectuée sur un échantillon de trois mille six cents personnes affectées a montré que 26 % des hommes et 35 % des femmes exposés souffrent d'hyperacousie et pratiquement autant pour les acouphènes.